# Thy Music Collective
Thy Music Collective er et dansk sammenslutning af bands og artister fra Thy i Nordvestjylland. Kollektivet er dannet med det formål at styrke sammenholdet og det kunstneriske samarbejde mellem artister fra musikmiljøet i Thy, der i stedet for at være konkurrenter kan agere som hinandens sparringspartnere og støtter. 
De deltagende bands og artister placerer sig bredt i deres karriereforløb, og blandt kollektivets medlemmer findes både bands, der er på vej mod deres første store optræden eller indspilning, og etablerede navne, der optræder på store festivaler i ind- og udland.

 De deltagende artister er ikke nødvendigvis repræsenteret ved det samme pladeselskab. 
Thy Music Collective optræder lejlighedsvis som samlet gruppe med artister fra adskillige af kollektivets deltagende bands på scenen samtidigt. Bands fra Thy Music Collective har spillet på blandt andet Roskilde Festival (The Entrepreneurs), SPOT Festival, (Quick Quick Obey, This Is You mfl.) Alive Festival (kollektiv optræden, The Entrepreneurs, Quick Quick Obey, Magnolia Shoals, Jonah Blacksmith mfl.) og Musik i Lejet (The Entrepreneurs).

## Artister
Thy Music Collective består blandt andet af følgende bands og artister: 

### The Entrepreneurs
The Entrepreneurs blev dannet i 2014 af sanger og guitarist Mathias Bertelsen og guitarist Anders Hvass, og siden da er trommeslager Jonas Wetterslev blevet fast medlem.  Deres musikalske udtryk beskrives af dem selv som “noise and romance” mens andre har kaldt deres musik for melodisk punk, og støjrock. Bandet slog igennem med debutsinglen Brutal Summer i 2015, der fik betydeligt airplay, og som blev efterfulgt af EP’en Tony Rominger i 2016, der blev modtaget godt blandt anmeldere. 
The Entrepreneurs har blandt andet spillet på Alive Festival i 2014, Roskilde Festivals Rising-scene i 2015 og Musik i Lejet i 2017.

### Magnolia Shoals
Magnolia Shoals består af Nicolai Noa (vokal og keys), Kristian Lorenzen (vokal og trommer), Samuel Medina (guitar) og Thomas Halkier (bas og percussion). Bandet er tidligere kendt under navnene Wonder Rubber Stars, White Lights, og det nuværende navn er inspireret af et digt af Sylvia Plath. Magnolia Shoals udgav i 2014 debutalbummet Tenants og har optrådt på blandt andet SPOT festival og Alive Festival.

### Quick Quick Obey
Quick Quick Obey består af Esben Halkier, Mikkel Roar Christensen, Søren Dahl Poulsen og Nikolaj Poulsen, der mødte hinanden på en efterskole i 2009. Quick Quick Obey udsendte deres første single Sunn i efteråret 2013 og udgav i 2014 deres første album Bulb Days. I 2017 udgav de albummet Realistic Friendship, der tre uger tidligere end den officielle udgivelse blev tilgængeligt som computerspil, Realistic Friendship: The Game, på bandets hjemmeside.
- DRENGEBANDE
- The Enormous Sea
- This is you
- Summers
- Corridor Club
- Jonah Blacksmith
- Bjarke Kirk & Kujonerne
- Maggie & Lil E
- STRANGLR

## Ekstern henvisning
Thy Music Collectives hjemmeside
| Musik | Spire Denne musikartikel er en spire som bør udbygges. Du er velkommen til at hjælpe Wikipedia ved at udvide den. |